# Kafka Asagiri
Kafka Asagiri (朝霧カフカ Asagiri Kafka?, n. Japón, 17 de marzo de 1984) es un novelista y guionista de manga japonés.

## Biografía
Anteriormente era un hombre de negocios que trabajaba en una empresa de automóviles. A partir de su segundo o tercer año trabajando, era consciente de que quería ser guionista, pero estaba demasiado ocupado como para trabajar y escribir historias al mismo tiempo. Dejó la empresa a principios de 2012.
Después, mientras se preparaba para un trabajo relacionado con guiones, decidió hacer algo que, en primer lugar, se viera de forma gratuita y empezó a publicar vídeos, algo que «quería hacer desde hacía mucho tiempo». También pensó que la producción de un vídeo sería el sustituto de una tarjeta de presentación, partiendo de la idea de que la experiencia laboral es importante para convertirse en profesional. El vídeo «Minase Youmu to Hontou wa Kowai Cthulhu Shinwa», publicado en Niconico, tuvo una gran aceptación y se hizo muy popular.
Cuatro meses después de subir el vídeo, el redactor jefe de Monthly Shōnen Ace se dirigió a Asagiri para que presentara tres proyectos en un plazo de dos semanas, a lo que siguió una llamada del departamento editorial de Young Ace. Luego, tras una reunión, hizo su debut comercialmente con Bungō Stray Dogs. Antes de la publicación del manga original, escribió Bungō Stray Dogs: Osamu Dazai's Entrance Exam, una precuela de la misma obra. «Minase Youmu to Hontou wa Kowai Cthulhu Shinwa» se convirtió posteriormente en un manga, con Asagiri a cargo de la historia original.

## Influencias
Cita varias obras como influencias, una de las cuales es el manga Jojo's Bizarre Adventure.
De niño, le encantaba la saga de juegos Dragon Quest y también era adicto al programa para producir juegos de rol RPG Tskool, donde se pasaba todo el tiempo inventando historias. Recuerda que su habilidad para escribir historias pudo haber florecido en ese momento. A la hora de escribir, no es exigente con los medios como el manga, las novelas y los juegos, y quiere crear historias que estén optimizadas para esos medios.

## Obras
- Bungō Stray Dogs (文豪ストレイドッグス Bungō Sutorei Doggusu?) (serializado en Young Ace) (2012-presente)
- Minase Youmu to Hontou wa Kowai Cthulhu Shinwa (水瀬陽夢と本当はこわいクトゥルフ神話?) (serializado en Comic Newtype) (2013)
- Shionomiya Ayane wa Machigaenai (汐ノ宮綾音は間違えない?) (serializado en Gekkan Shōnen Ace) (2013-2015)